# Compagnie du chemin de fer de Tramelan à Tavannes
 (décembre 2021).
Si vous disposez d'ouvrages ou d'articles de référence ou si vous connaissez des sites web de qualité traitant du thème abordé ici, merci de compléter l'article en donnant les références utiles à sa vérifiabilité et en les liant à la section « Notes et références ».
La Compagnie du chemin de fer de Tramelan à Tavannes (TT) est une entreprise ferroviaire créée en 1883 pour la concession de la ligne ferroviaire de Tramelan à Tavannes. En absorbant d'autres chemins de fer, elle disparaît en 1927 lors d'une fusion avec la Compagnie du chemin de fer Tramelan – Breuleux – Noirmont pour laisser place au Chemin de fer Tavannes – Le Noirmont.

## Chronologie
- Création le 17 avril 1883 ;
- Inauguration de la ligne de chemin de fer Tavannes – Tramelan le 16 août 1884 ;
- Disparition le 1er janvier 1927.